# Pseudorhombus binii
Pseudorhombus binii är en fiskart som beskrevs av Tortonese, 1955. Pseudorhombus binii ingår i släktet Pseudorhombus och familjen Paralichthyidae. IUCN kategoriserar arten globalt som otillräckligt studerad. Inga underarter finns listade i Catalogue of Life.